# Вишнівецький палац
Вишніве́цький пала́ц — архітектурна пам'ятка 18 століття загальнодержавного значення у смт Вишнівець Збаразького району Тернопільської області. Колишня резиденція останнього представника князівського роду Вишневецьких — Михайла-Сервація, а після його смерті 1744 — шляхтичів Мнішеків.

## Історія

### Замок
Перша писемна згадка про Вишнівець зустрічається в історичних джерелах з 1395 року. Великий князь Литовський Вітовт (бл. 1350—1430), позбавивши Дмитра (Ольгердовича) Корибута (бл. 1358/1359—1404) Сіверського князівства, дав йому взамін кілька поселень на Волині, в тому числі і Вишнівець. Тоді на правому березі річки Горинь там, де нині розташоване село Старий Вишнівець, Дмитро Корибут збудував перший замок для захисту від татаро-турецьких набігів.
Теперішній палац розташований на місці оборонного замку 1395 року, який було перебудовано та укріплено у 1640 році коштом Яреми Вишневецького. Він модернізував замкові укріплення та збудував оборонний монастир кармелітів, який входив в єдину оборонну систему Вишневецького замку.
Під час польсько-турецької війни 1672–76 влітку 1675 року війт Вишнівця Єжи Борковський керував імпровізованою обороною замку Вишнівця. 11 діб невелика залога замку не дозволяла його взяти переважаючим кількісно ворогам. 31 серпня замок був взятий; вся шляхта, закрита в замку, була винищена.
Після руйнування замку у 2-й половині XVII століття фортифікаційні елементи відновлено у 1705 році.

### Палац

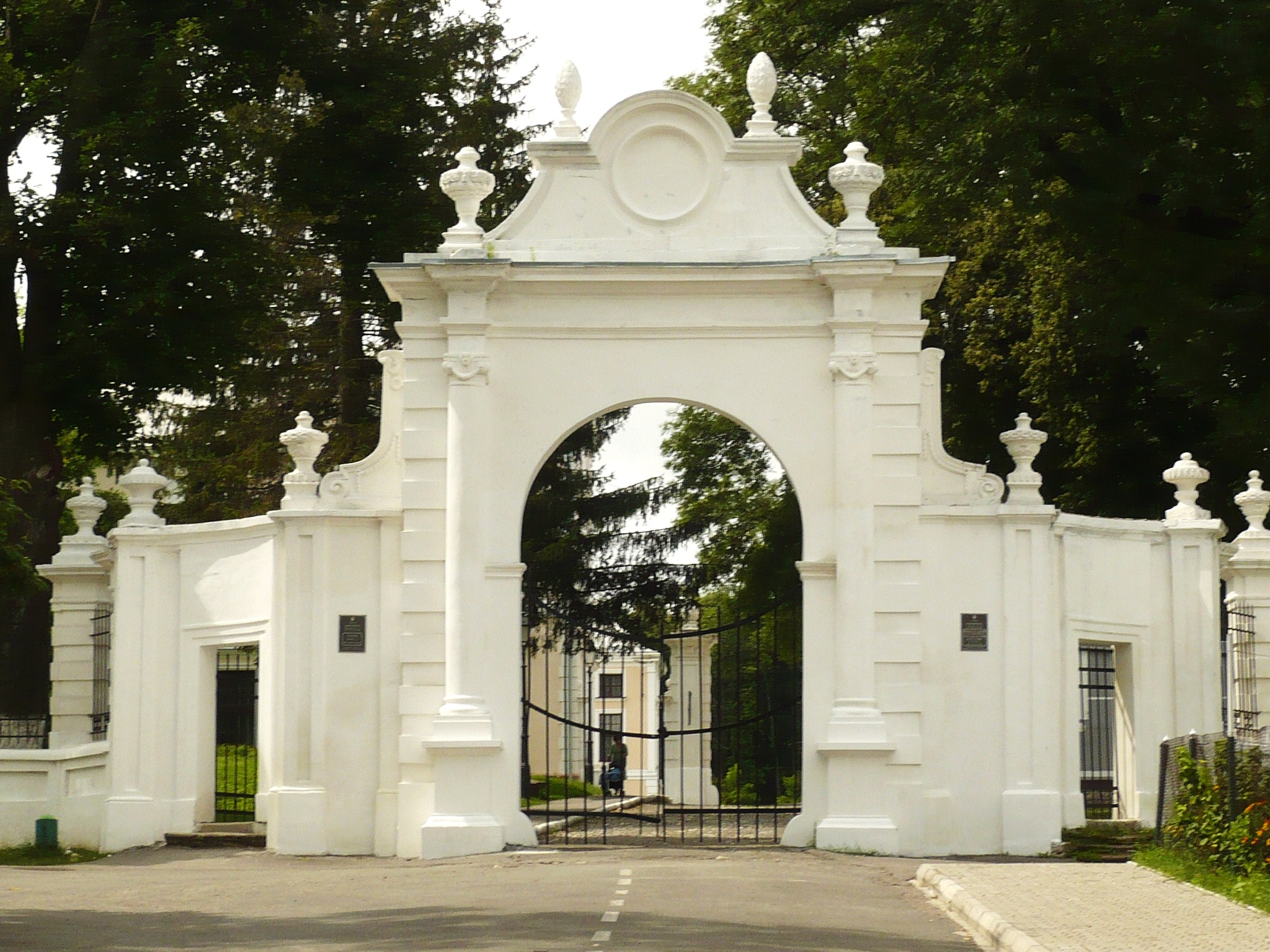
Брама

У 1730-х роках Міхал Сервацій Вишневецький збудував за проектом архітектора Я. Бланже палац, який наприкінці століття реконструйовано.
Паралельно до головної забудови закладено парк (див. Вишнівецький парк) у англійському стилі.
Смерть останнього чоловіка в роду Вишневецьких передає палац у Вишнівці по жіночій лінії сімейству Мнішеки, під керівництвом яких палац засяяв всіма гранями своєї краси, додавши ще одну перлину в намисто європейського палацове-паркового мистецтва.
Три покоління власників з роду Мнішеків (Ян Кароль (1716—1759), Міхал Єжи (1748—1806) та Король Філіп (1794—1846)) надають Вишневецькому палацу королівського блиску: живопис (одних портретів з приватних зібрань Вишнівецьких, Потоцьких, Сангушко, Чарторийських, Острозьких… близько шестиста), скульптура, антикварні меблі, голландські кахлі, література (близько двадцяти однієї тисячі томів), зброя, посуд.
Оноре де Бальзак, який відвідав Вишнівець у 1848 році, назвав палац і парк «малим Версалем».
Наприкінці XIX — початку XX століття маєток Вишнівець придбав предводитель дворянства Волинської губернії Павло Демидов, який розпочав реконструкцію палацу під керівництвом київського архітектора Владислава Городецького.
Під час Першої світової війни палац було пошкоджено. Відбудований у 1920-х роках архітектором Владиславом Городецьким. Навесні 1944 року під час бойових дій зазнав значних руйнувань. У 1950-х роках Вишнівецький палац відремонтовано, однак первісний вигляд, зокрема його внутрішнє убранство, не відновлено.
Статус пам’ятки архітектури резиденція отримала у 1963 році. До 1970-х її реставрували — щоб розмістити професійно-технічне училище й будинок культури. Ці установи пропрацювали до 2007 року.

## Сучасність
14 жовтня 2016 року у Вишнівецькому палаці відбулося «Свято Замку».
Наприкінці травня 2024 року Господарський суд Тернопільської області задовольнив позовні вимоги Національного заповідника «Замки Тернопілля» до Вишнівецького державного виробничо-торговельного підприємства «Шкіргалантерея». Отже, Заповіднику мають повернути будівлю шкіргалантерейної фабрики, яка є частиною пам’ятки національного значення Вишнівецького палацово-паркового комплексу та належить виключно державі й всім українцям.

## Архітектура
В архітектурі Вишнівецького палацу поєднані риси пізнього бароко й класицизму. Після перебудови просторий палац набрав обрисів класичного стилю; його видовжений у плані двох'ярусний корпус із флангами, вищими на один ярус бічними еркерами становив симетричну П-подібну композицію. Центральна частина фасаду з парадним входом оздоблена ризалітом, увінчаним трикутним щитом з пишним ліпленням. На задньому фасаді поміж ризалітами розміщується аркові галереї. Брами до резиденції величні, виконані з наслідуванням античних тріумфальних брам.
Внутрішня структура палацу була симетрична, дзеркальна, з вестибюлем зі сходами і салоном. Ряд залів у партері, поєднаних широкими арковими переходами, становили дзеркальну галерею з численними предметами мистецтва (див. Вишнівецького замку художня колекція), що була однією з найвеличніших у приватних резиденціях Речі Посполитої XVIII ст.

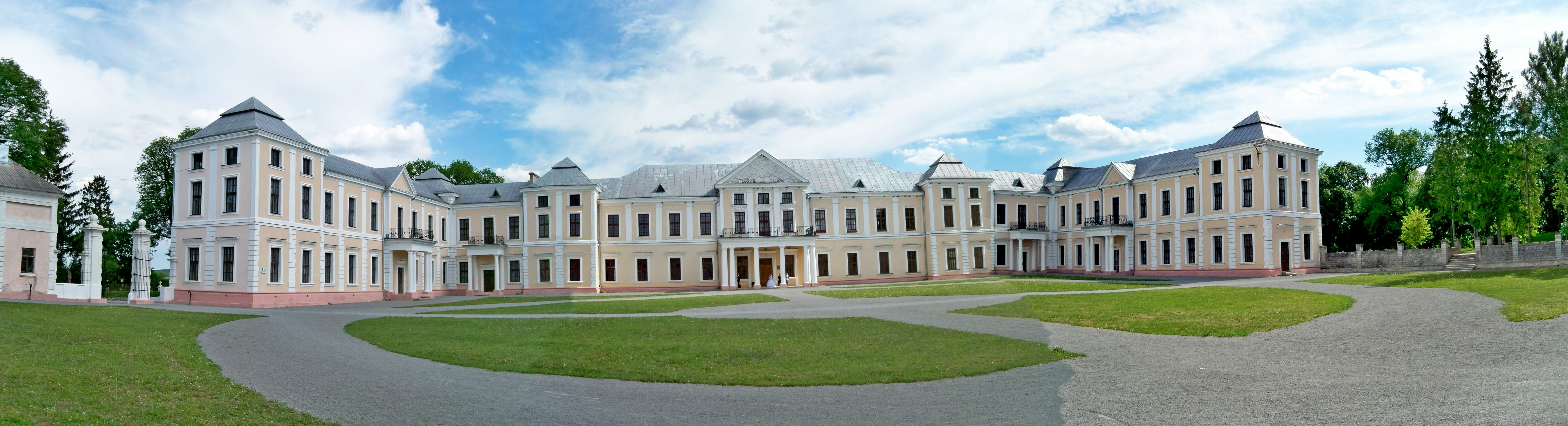